# 水神庙元代壁画
水神庙元代壁画位于山西省洪洞县东北17公里广胜寺水神庙明应王殿内的四壁，建筑和壁画均为元代遗物。
洪洞水神庙内的13幅壁画，完成于元仁宗延祐六年（1319）到元泰定元年（1324），主题包括祈雨、行雨、酬神等，总面积197平方米，高5.5米，总长34米，色泽艳丽，生活气息浓郁。

## 南壁
1. 戏剧图（大行散乐忠都秀在此作场）
2. 唐太宗千里行径图（板门西侧）
3. 玉渊亭图（板门西侧）

## 东壁
1. 古广胜上寺图
2. 龙王降雨图
3. 梳妆图
4. 卖鱼图

## 北壁
1. 尚食图（神龛东侧）
2. 司宝图（神龛西侧）

## 西壁
1. 打球图（捶丸图）
2. 下棋图
3. 求雨图
4. 兴修兴唐寺图